# Ricinoleato de zinco
Ricinoleato de zinco é o sal de zinco do ácido ricinoleico, um hidroxiácido graxo encontrado no óleo de rícino. Ele é usado em muito desodorantes como agente absorvedor de odor, mas o mecanismo de ação é desconhecido.